# Guy Nadin
Guy Nadin, britanski general, * 1897, † 1973.